# Юдовин, Соломон Борисович
Соло́мон Бори́сович Юдо́вин (Шло́йме Бо́рухович) (идиш שלמה יודאווין‎; 15 [27] октября 1892, Бешенковичи, Витебская губерния — 5 декабря 1954, Ленинград) — белорусско-еврейский и советский график, художник, этнограф, представитель «Еврейского ренессанса» («Еврейского возрождения») и модерна.

## Биография

### Детство и юность
Соломон Борисович Юдовин родился 15 (27) октября 1892 года в местечке Бешенковичи под Витебском (в 50 км к западу) в еврейской семье. Отец будущего художника был ремесленником, мать — домохозяйкой.
В 1906 году в восьмилетнем возрасте Шлойме Юдовин был принят в витебскую Школу рисования и живописи Ю. М. Пэна. В 1910 году благодаря помощи своего дяди С. Ан-ского переехал в Петербург, учился в Рисовальной школе Общества поощрения искусств (возглавляемое Н. К. Рерихом), и одновременно с 1911 до 1913 года обучался в частных петербургских студиях М. Бернштейна, а затем М. В. Добужинского.
Был членом петербургского «Еврейского общества поощрения художеств» (действовавшего в 1915—1919 годах).

### Участие в экспедициях С. Ан-ского

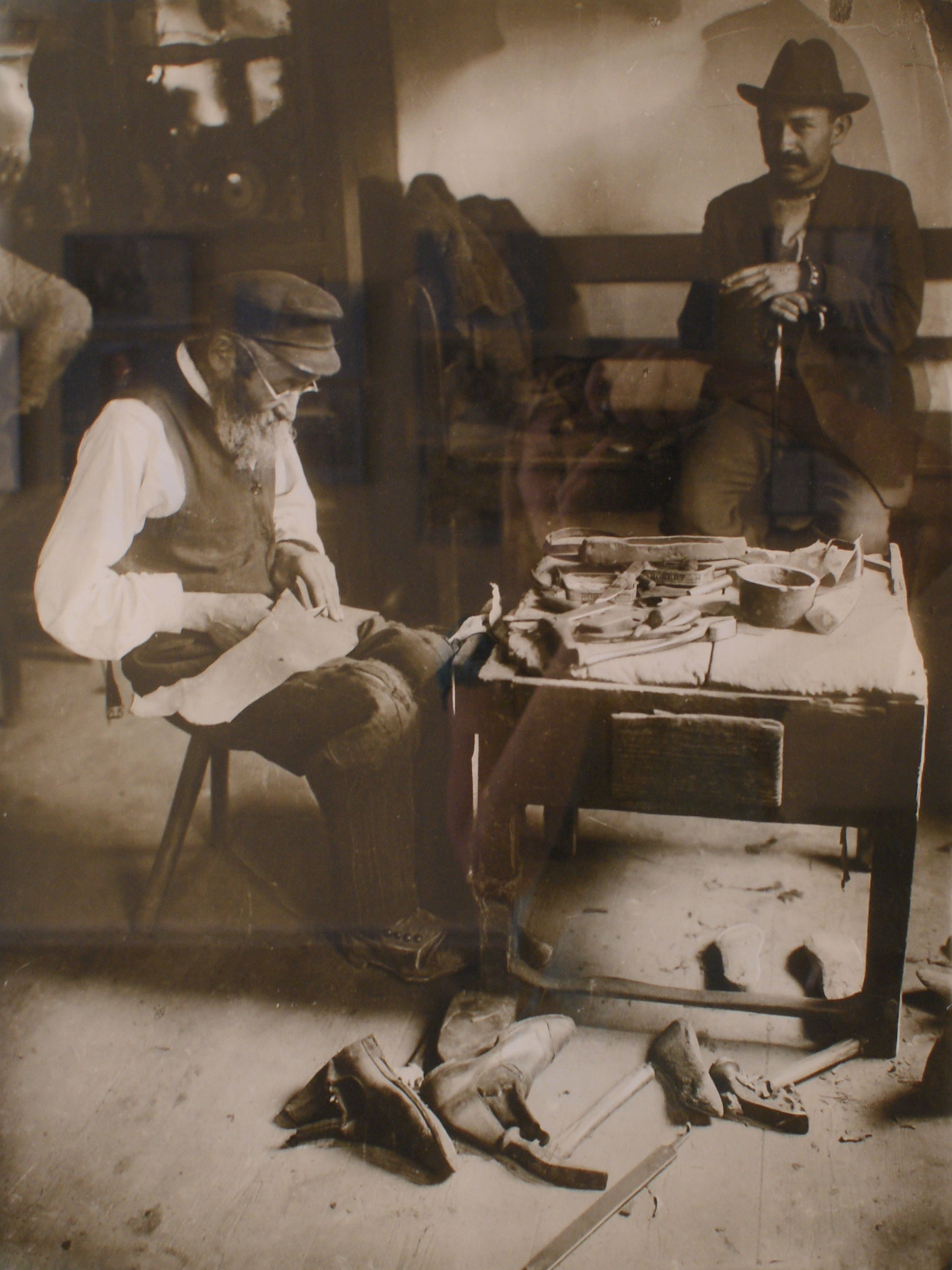
1914 год. Портной, Волынская губерния, г. Кременец. Фото С. Юдовина

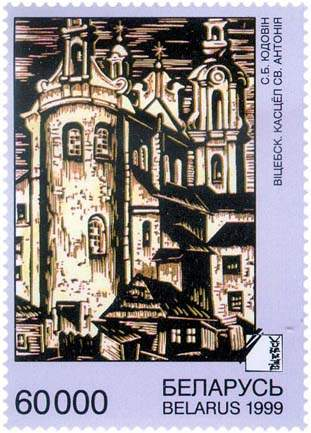
Почтовая марка с картиной Юдовина «Витебск. Костёл Святого Антония». Беларусь. 1999 год

Юдовина с юности привлекало движение «Еврейского ренессанса», которое было частью общего авангардного движения в искусстве России. Это движение во многом и сформировало его художественные интересы. Участники «Еврейского ренессанса» видели свою главную задачу в изучении и художественном осмыслении еврейского национального наследия: еврейских обычаев и традиционного еврейского быта. Юдовин полностью разделял цели движения «Еврейского ренессанса» и поэтому с энтузиазмом принял предложение участвовать в фольклорно-этнографических экспедициях по еврейской черте оседлости по городам и местечкам юго-западной Украины (Подольская, Волынская и Киевская губернии), организованных в 1912—1914 годах. Еврейским историко-этнографическим обществом (ЕИЭО) под руководством С. Ан-ского на средства Владимира Гинцбурга — сына барона Г. Гинцбурга.
Сохранение традиций народного искусства евреев Российской империи было основной целью этих экспедиций, в которых Юдовин исполнял обязанности секретаря, художника и фотографа. Он зарисовывал и фотографировал всё, что относится к иудаике — предметы еврейского быта, ритуальные принадлежности, надгробия (маццевы), росписи синагог, еврейских орнаментов, изучал художественные особенности еврейского ритуального и декоративно-прикладного искусства. Как фотохудожник Юдовин работал в технике пикториализма (фотоимпрессионизма), стремясь превратить фотографии в произведения искусства путём воздействия на них в процессе съёмки и проявления.
Отдельную историко-художественную ценность представляет множество запечатлённых Юдовиным-фотографом образов евреев-рабочих и евреев-ремесленников, и также различных форм еврейского коллективного труда: артели веревочников, папиросников, ткачей, спичечная фабрика в Ровно и многое другое. Значимость работы Юдовина в этих экспедициях особенно высока, поскольку его фотографии оказались в числе последних, на которых ещё можно увидеть традиционный мир еврейской общины черты оседлости, вскоре полностью исчезнувший в Первой мировой войне, при советской власти и окончательно — во время Холокоста.
В 1920 году на основе собранного материала Юдовин издал альбом «Еврейский народный орнамент» из 26 линогравюр.

### Возвращение в Витебск
В 1918 году вернулся в Витебск, где окончил Художественно-практический институт (ВХПИ), а в 1922 году был избран там проректором по хозяйственной части. С 1922 по сентябрь 1923 года Юдовин преподавал специальные дисциплины в графической мастерской этого института, в Художественном народном училище (ВНХУ) и в Еврейском педагогическом техникуме.
Руководил художественным кружком в витебском юношеском клубе имени И. Л. Переца. Вместе с М. Шагалом, Ю. Пэном и А. Бразером Юдовин принимал участие в «Выставке евреев-художников» и входил в состав художественной комиссии по украшению Витебска к празднованию первой годовщины Октябрьской революции.
В августе—сентябре 1923 года Художественно-практический институт был реорганизован с понижением статуса — в Художественный техникум (ВХТ), что привело к конфликту педагогов с новым директором. Во-первых, комиссия учителей, в которую входил и Юдовин, не смогла воспротивиться переводу учебного заведения из особняка («дом Вишняка») на улице Бухаринской в неприспособленное здание бывшей Любавичской синагоги на улице Володарского, 15. Затем новый директор принял решение перепроверить знания всех бывших студентов и вообще единолично решал вопросы организации обучения — сочтя это унизительным, Ю. М. Пэн (проректор по учебной работе), С. Б. Юдовин, Е. С. Минин и группа студентов 23 сентября 1923 года выступили с коллективным заявлением об уходе и покинули институт.

### Ленинградский довоенный период
В 1923 году Юдовина пригласили в Петроград на должность учёного секретаря и хранителя в Музей Петербургского еврейского историко-этнографического общества, основанного ЕИЭО, который располагался в здании Еврейской богадельни А. М. Гинзбурга (Васильевский остров, 5 линия, д. 50). Приглашение именно Юдовина на эту должность не было случайным: музей создавался для обработки, систематизации и исследований материалов экспедиций Ан-ского, в которых Юдовин был одним из главных участников. Художник проработал в музее до 1928 года, когда ЕИЭО было ликвидировано, а музей закрыт.
До Великой Отечественной войны во время жизни в Ленинграде Юдовиным были созданы циклы гравюр «Гражданская война» (1928) и «Оборона Петрограда в дни наступления Юденича» (1933).

### Военные годы и смерть
Во время войны до середины 1942 года Юдовин прожил в блокадном Ленинграде, в тяжелейших условиях стараясь запечатлеть вид осаждённого города и его защитников. Затем художник был эвакуирован в деревню Карабиха под Ярославлем. В Карабихе, в музее-заповеднике Н. А. Некрасова Юдовин работал над серией «Некрасовские места», а в 1944 году вернулся в Ленинград и завершил работу над циклом гравюр «Ленинград в дни Великой Отечественной войны». Эти гравюры были изданы в виде альбома в 1948 году. Большинство подобных работ исполнялось в стиле общепринятого в то время парадного официоза, но юдовинские изображения Ленинграда явно выделяются среди них своим суровым трагизмом. По мнению искусствоведов, серия «Ленинград в дни Великой Отечественной войны» стала одной из вершин творчества художника.
Все годы войны, в том числе даже во время блокады, в Ленинграде продолжали выпускаться почтовые открытки. Всего за 1941—1945 годы было издано почти 400 иллюстрированных почтовых открыток, среди которых 26 — с произведениями Юдовина. Военная серия открыток с его произведениями стала достаточно редкой и ценится в советской филокартии. В 1945 году Соломон Борисович выпустил альбом автолитографий «Ленинград».
После войны Юдовиным были также создана серия открыток «Виды Ленинграда» (1946 год) и «Ленинград сегодня» (1949 год).
Соломон Юдовин скончался 5 декабря 1954 года в Ленинграде на 63 году жизни.

## Творчество

### Формирование стиля

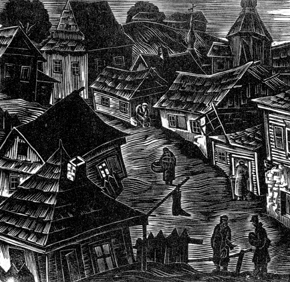
С. Юдовин. Витебск. 1926 год

Направление творчества и художественный стиль Юдовина формировались как благодаря его деятельности в экспедициях Ан-ского, так и под влиянием русско-еврейского авангарда Витебской и, в меньшей степени, Киевской художественных школ. В первую очередь это — М. Шагал, Э. Лисицкий и Н. Альтман, которые мечтали создать новый еврейский стиль, соединив авангард с еврейским народным искусством. Но при всех новациях в их произведениях, в том числе и у Юдовина, всегда чётко проявляется символика исчезающего мира еврейского местечка, который был и остался для них источником вдохновения.
Творчество самого Юдовина также оказало влияние на художников Витебской школы. Их виртуозное сочетание обобщённости с документальной конкретностью у Юдовина получило дальнейшее развитие, и конкретные подробности в его работах только подчёркивают глубокий символизм произведений.

### Книжная графика
Большое место в творчестве Юдовина занимала книжная графика, а в 1930—1940-х годах иллюстрирование книг стало занимать главное место в его творчестве. Юдовин работал, в основном, в технике ксилографии и линогравюры. В этот период его творчество поднялось на новый уровень — он научился передавать иллюзию глубины гораздо более скупыми средствами, не используя необычные ракурсы, предельно высокие горизонты и сильно искажённую перспективу.
Первыми работами в этой области стали обложки к сборнику стихов М. Юдовина «Кнойлн» («Клубки») (1922), к книге П. Амп «Песнь Песней» (1925). В дальнейшем Юдовин иллюстрировал такие книги, как «Старинная повесть» С. Е. Розенфельда, «Блудный бес» (1931) Л. Раковского, «У Днепра» (1933) Д. Р. Бергельсона, «История моей жизни» (1934) А. Свирского, «Путешествие Вениамина III» (1935) Менделе Мойхер-Сфорима, «Рассказы о семи гетто» Э.-Э. Киша, «Еврей Зюсс» Л. Фейхтвангера (1938—1939), «Стихотворения» Н. А. Некрасова, «Исторические романы» (1949) О. Д. Форш и другие.
Всего за свою творческую жизнь Юдовин создал иллюстрации к 60 книгам, семь из которых, по тем или иным причинам, не увидели света. В числе неизданных оказались и его лучшие работы на еврейскую тему: «Еврейский народный орнамент», «Еврей Зюсс» и «Путешествие Вениамина 3-го».
Лион Фейхтвангер высоко оценил талант Юдовина как иллюстратора, написав ему в личном письме: «Сердечно благодарю Вас за письмо и особенно за прекрасный подарок, сделанный Вами, — за Ваши гравюры. Я уже написал издательству, какими исключительно талантливыми я считаю Ваши гравюры…».

### Еврейская тема

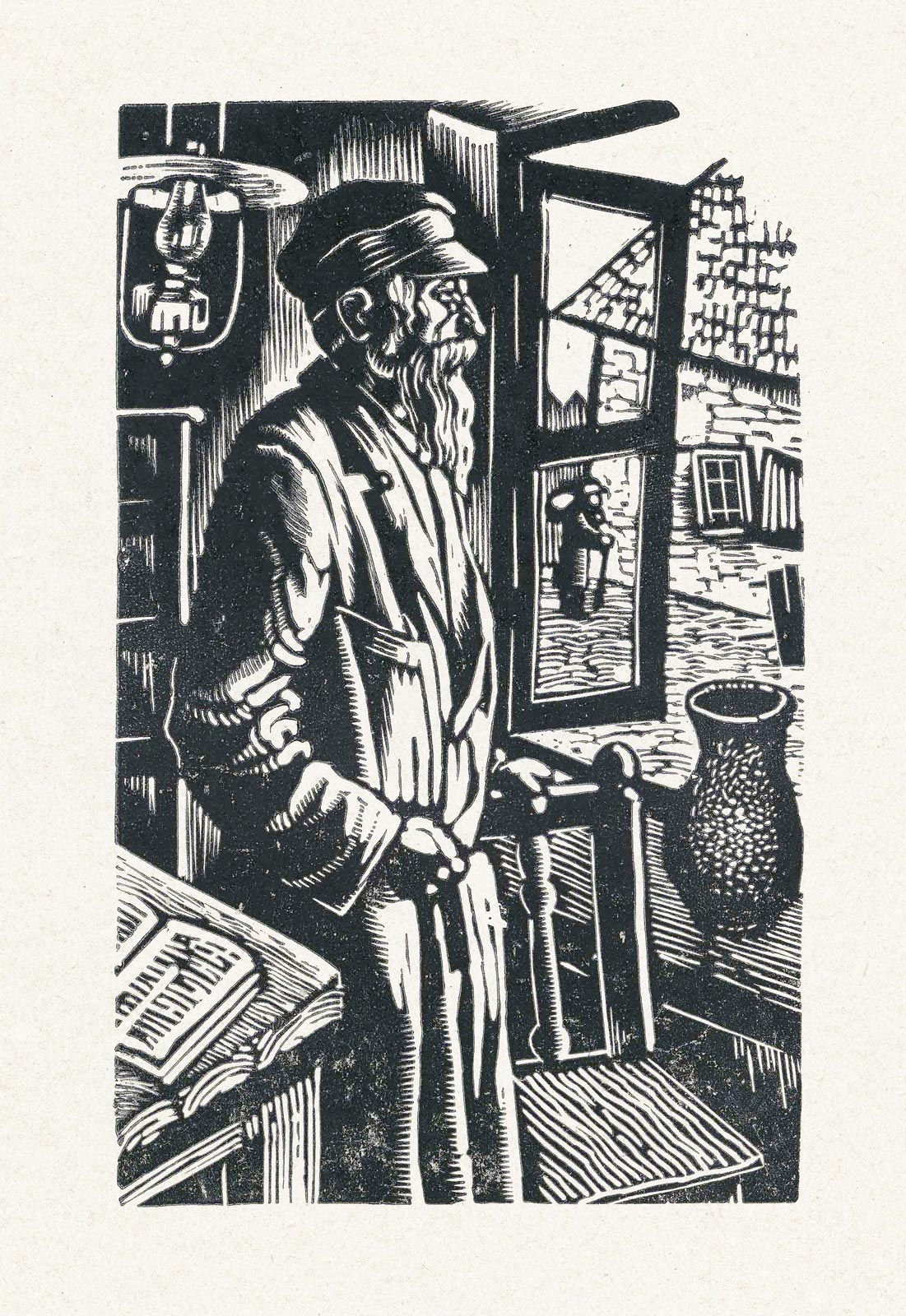
Старик у окна.
Из цикла «Былое». 1923 год

Прожив бо́льшую часть жизни во времена сталинизма, Юдовин страдал, наблюдая уничтожение идишской культуры и проявления государственного антисемитизма. Он дорожил дружбой с М. Шагалом, Э. Лисицким, Перецем Маркишем, литературоведом Израилем Цинбергом.
Юдовин с рождения впитал в себя культуру штетла (идишкайт) и всё его творчество большей частью было обращено к еврейской тематике. Сцены из жизни еврейского местечка Юдовин начал создавать уже в 1920-х годах. Детские впечатления жизни в Бешенковичах стали для художника основой для создания особого и очень печального мира своих гравюр — «Шабат», около 1920—1926 гг., «Похороны», 1926; «Жертвы погрома», 1927. Он искал объекты для своего творчества на фабриках и заводах («Еврей-кузнец», 1930-е гг.; «Сцена в типографии», 1932; «Продавец бубликов», 1938—1940 гг.), ездил в еврейские колхозы («В колхоз», 1940). И ни в одной из работ Юдовина на еврейскую тему нет той холодной отстранённости, которая неизбежно проявляется при изображении чего-то чужого. Он создавал еврейский мир в своих картинах, находясь внутри него и оставаясь с ним неразрывно связанным.
В 1920—1930-х годах Юдовин работал над монументальной ксилографической серией «Былое», пытаясь сохранить память об исчезающем мире штетла. Он создал множество пейзажей еврейского местечка, видов Бешенковичей и старого Витебска («Музыканты, возвращающиеся со свадьбы» 1939, и другое), делал гравюры по мотивам еврейского народного искусства («Два медведя, несущие гроздь винограда», 1940), подготовил полный макет книги «Еврейский народный орнамент» (1940, не была издана).
Часть еврейской темы у Юдовина — это также портретные и жанровые работы («Старик в ермолке», 1925; «Сапожник», 1929). В них ярко проявляется унаследованное от Ю. М. Пэна редкое умение художника совмещать в одном произведении психологизм конкретного образа с его типологической обобщённостью.

## Выставки
Юдовин являлся участником множества всесоюзных, республиканских и городских выставок. Впервые выставил свои работы в 1916 году на «Выставке еврейских художников» в Москве, а в 1917 году — на «Выставке живописи и скульптуры еврейских художников» в Петрограде. Затем Юдовин участвовал в витебских выставках: «Еврейское народное искусство» (1918) и «1-я Государственная выставка картин местных и московских художников» (1919).
Начиная с 1920 года, художник представлял на выставки только рисунки и гравюры. Персональные выставки состоялись в Витебске: в 1926 и 1992 годах (к 100-летию со дня рождения), в Ярославле (1944), в Ленинграде (1956), в Иерусалиме (Музей Израиля, 1991), в Нью-Йорке (2015).

## Местонахождение работ

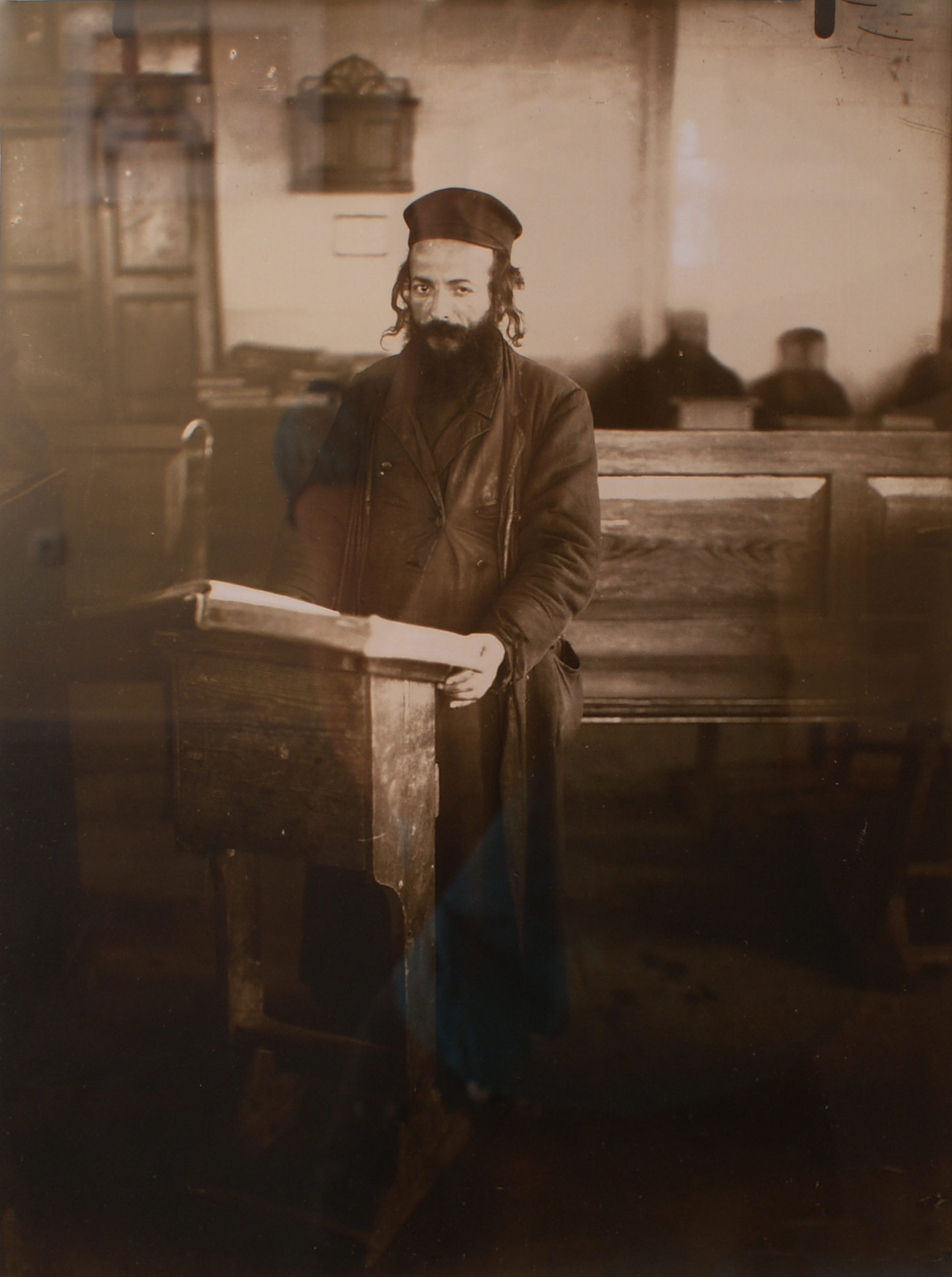
Талмудист. Фото С. Юдовина 1912—1914 годов

Работы Юдовина хранятся в Государственной Третьяковской галерее, Государственном Русском музее, Государственном музее изобразительных искусств имени А. С. Пушкина, в Российском этнографическом музее, в Национальном художественном музее Республики Беларусь, в Художественном музее Витебска, в Израиле, в частных коллекциях.

### Судьба фотографий из экспедиций С. Ан-ского
Фотоархив экспедиций Ан-ского, практически полностью созданный Юдовиным, насчитывал около 1500 фотографий. Вначале он хранился в Музее Петербургского еврейского историко-этнографического общества, а после его неорганизованной ликвидации фотоколлекция частью пропала, а частью была рассеяна по музеям и архивам России, Израиля, Украины и США.
Сам Юдовин, будучи главным хранителем музея, сумел сберечь у себя какое-то количество фотографий. Часть из них он передал в Российский этнографический музей, а часть была продана его наследниками в различные собрания. Сейчас наибольшая часть из сохранившегося (320 фотографий) находится в фондах Центра «Петербургская иудаика». Где они находились между 1929 годом и до середины 1950-х годов — неизвестно.
Какая-то часть экспедиционного фотоархива оставалась у Юдовина в его ленинградской квартире, а после его смерти в 1954 году они попали к Н. Альтману, который в 1957 году использовал их для иллюстраций к «Избранному» Шолом-Алейхема. В 1970 году после смерти Н. Альтмана его мастерская перешла к театральному художнику Александру Пастернаку, который в начале 1990-х годов передал их Валерию Дымшицу — знатоку еврейской истории и культуры.

## Издания
- С. Юдовин. «Еврейский народный орнамент», Киев, 1920 г., линогрвюра;
- «Витебск в гравюрах С. Б. Юдовина» (на белорусском языке; 1926);
- С. Юдовин. «Гравюры на дереве», 1928 г.;
- С. Юдовин. Серия «Еврейский народный орнамент», 1920—1941 гг., ксилография;
- Ленинград. С. Б. Юдовин. Автолитографии. 1945[20];
- Юдовина С. П., Цинберг Т. С. «Юдовин С. Б.» Каталог выставки. Ленинград. 1956
- Опыты «молодого человека для фотографических работ». Соломон Юдовин и русский пикториализм. Фотоархив экспедиций Ан-ского. СПб.: Петербургская иудаика, 2005

(подробный перечень изданий и подробную библиографию см.)